# Habenaria ernesti-ulei
Habenaria ernesti-ulei är en orkidéart som beskrevs av Frederico Carlos Hoehne. Habenaria ernesti-ulei ingår i släktet Habenaria och familjen orkidéer. Inga underarter finns listade i Catalogue of Life.